# Garcinia forbesii
Garcinia forbesii är en tvåhjärtbladig växtart som beskrevs av George King. Garcinia forbesii ingår i släktet Garcinia och familjen Clusiaceae. Inga underarter finns listade i Catalogue of Life.